# Куп Републике Српске у фудбалу 2007/08.
Куп Републике Српске у фудбалу 2007/08. је петнаеста сезона овог такмичења које се одржава на територији Републике Српске у организацији Фудбалског савеза Републике Српске. Прво такмичење је одржано у сезони 1993/94.
У Купу Републике Српске учествују фудбалски клубови са подручја Републике Српске. Клубови нижег нивоа такмичења морају у оквиру подручних савеза изборити учешће у Купу. Такмичењу се од шеснаестине финала прикључују и клубови из Прве лиге Републике Српске и клубови из Републике Српске који се такмиче у Премијер лиги Босне и Херцеговине.
Парови се извлаче жребом. До полуфинала се игра по једна утакмица, у полуфуналу две а финална утакмица се игра на стадиону одређеном накнадно или се играју две утакмице.
Финале Купа Републике Српске у овој сезони је одиграно 4. јуна 2008. године у Бањалуци на Градском стадиону. Славија из Источног Сарајева победила је бањалучки Борац резултатом 3:2, те на тај начин освојила други куп у својој историји.

## Парови и резултати

### Шеснаестина финала
- Утакмице су игране 11, 12, 27. септембра 2007.[4]

| Бр. ут. | Домаћин               | Резултат       | Гост                     |
| ------- | --------------------- | -------------- | ------------------------ |
| 1       | Леотар                | 3:1            | Фамос Војковићи          |
| 2       | Жељезничар Добој      | 0:4            | БСК Бања Лука            |
| 3       | Дрина ХЕ Вишеград     | 0:2            | Славија Источно Сарајево |
| 4       | Жупа Милосавци        | 0:3            | Модрича Максима          |
| 5       | Гомионица             | 0:0 (7:8 Пен.) | Лакташи                  |
| 6       | Младост Гацко         | 0:0 (6:5 Пен.) | Борац Шамац              |
| 7       | Слога Добој           | 0:1            | Борац Бања Лука          |
| 8       | Козара Градишка       | 0:2            | Слобода Нови Град        |
| 9       | Пролетер Теслић       | 0:0 (3:4 Пен.) | Рудар Приједор           |
| 10      | Слога Трн             | 3:1            | Љубић Прњавор            |
| 11      | Гласинац              | 2:0            | Дрина Зворник            |
| 12      | Младост Рогатица      | 1:0            | Рудар Угљевик            |
| 13      | Слога Дуго Поље       | 0:7            | Радник Бијељина          |
| 14      | Борац Козарска Дубица | 3:0            | Омладинац Бања Лука      |
| 15      | Губер Сребреница      | 5:0            | Младост Богутово Село    |
| 16      | Херцеговац Билећа     | 1:2            | Јединство Брчко          |

### Осмина финала
| Бр. ут. | Домаћин               | Резултат       | Гост                     |
| ------- | --------------------- | -------------- | ------------------------ |
| 1       | БСК Бања Лука         | 1:1 (1:4 Пен.) | Лакташи                  |
| 2       | Слога Трн             | 0:4            | Модрича Максима          |
| 3       | Младост Гацко         | 1:1 (3:5 Пен.) | Леотар                   |
| 4       | Гласинац              | 0:2            | Славија Источно Сарајево |
| 5       | Младост Рогатица      | 0:1            | Радник Бијељина          |
| 6       | Борац Козарска Дубица | 1:3            | Борац Бања Лука          |
| 7       | Губер Сребреница      | 0:1            | Јединство Брчко          |
| 8       | Рудар Приједор        | 2:0            | Слобода Нови Град        |

### Четвртфинале
| Бр. ут. | Домаћин                  | Резултат | Гост            |
| ------- | ------------------------ | -------- | --------------- |
| 1       | Леотар                   | 2:3      | Борац Бања Лука |
| 2       | Рудар Приједор           | 3:0      | Радник Бијељина |
| 3       | Славија Источно Сарајево | 2:1      | Лакташи         |
| 4       | Модрича Максима          | 5:0      | Јединство Брчко |

### Полуфинале
| Утак. | Клуб, Место               | Укупан резултат | Клуб, Место      | 1. утакмица 30. април 2008. | 2. утакмица 14. мај 2008. |
| ----- | ------------------------- | --------------- | ---------------- | --------------------------- | ------------------------- |
| 1.    | Модрича Максима, Модрича  | 2:2 (ПГГ)       | Борац, Бања Лука | 2:1                         | 0:1                       |
| 2.    | Славија, Источно Сарајево | 3:1             | Рудар, Приједор  | 3:1                         | 0:0                       |

## Финале
4. јун 2008. Градски стадион, Бања Лука
| Клуб, Место      | Резултат | Клуб, Место               |
| ---------------- | -------- | ------------------------- |
| Борац, Бања Лука | 2:3      | Славија, Источно Сарајево |

Стрелци: Стојан Врањеш у 13. и Рикановић у 38. минуту из пенала за Борац, а Спалевић у 21. и 83. и Косорић у 67. минуту за Славију, стадион: Градски у Бањој Луци, гледалаца: 4.000, судија: Предраг Станкић (Бијељина), жути картони: Стојан Врањеш, Јандрић, З. Декет, Пузигаћа, Петрић (Борац), Муминовић, Косорић, Бјелица, Спалевић (Славија).
БОРAЦ (БЛ): Марчетић, Ђурић (од 70. минута Петровић), Пузигаћа, Декет, Рикановић, Бабић, Г. Декет, Огњен Врањеш, Дамјановић (од 77. минута Петрић), С. Врањеш (од 90. минута Кременовић), Јандрић.
СЛAВИЈA: Дујковић, Бјелица, Регоје, Кокот, Симић, Спалевић (од 87. минута Лазић), Aрсенијевић, Гаварић, Вуксановић (од 88. минута Станковић), Муминовић, Косорић.
Играч утакмице: Дарко Спалевић (Славија).
| Победник Купа Републике Српске у фудбалу 2007/08. |
| ------------------------------------------------- |
| Славија 2. титула                                 |